# Marco Werner
Marco Werner (Dortmund, 27 de abril de 1966) é um automobilista profissional da Alemanha.

### 24 Horas de Le Mans[1]
| Ano  | Equipe                    | Nº | Co-Pilotos                      | Chassi       | Classe | Voltas | Geral | Posição Na Classe |
| ---- | ------------------------- | -- | ------------------------------- | ------------ | ------ | ------ | ----- | ----------------- |
| 2002 | Audi Sport Team Joest     | 3  | Michael Krumm Philipp Peter     | Audi R8      | LMP900 | 372    | 3º    | 3º                |
| 2003 | Audi Sport Japan Team Goh | 5  | Seiji Ara Jan Magnussen         | Audi R8      | LMP900 | 370    | 4º    | 2º                |
| 2004 | ADT Champion Racing       | 2  | JJ Lehto Emanuele Pirro         | Audi R8      | LMP1   | 368    | 3º    | 3º                |
| 2005 | ADT Champion Racing       | 3  | Tom Kristensen JJ Lehto         | Audi R8      | LMP1   | 370    | 1º    | 1º                |
| 2006 | Audi Sport Team Joest     | 8  | Frank Biela Emanuele Pirro      | Audi R10 TDI | LMP1   | 380    | 1º    | 1º                |
| 2007 | Audi Sport North America  | 1  | Frank Biela Emanuele Pirro      | Audi R10 TDI | LMP1   | 369    | 1º    | 1º                |
| 2008 | Audi Sport North America  | 1  | Frank Biela Emanuele Pirro      | Audi R10 TDI | LMP1   | 367    | 6º    | 6º                |
| 2009 | Audi Sport North America  | 2  | Lucas Luhr Mike Rockenfeller    | Audi R15 TDI | LMP1   | 104    | DNF   | DNF               |
| 2010 | Highcroft Racing          | 26 | David Brabham Marino Franchitti | HPD ARX-01C  | LMP2   | 296    | 25º   | 9º                |

### 12 Horas de Sebring[2]
| Ano  | Equipe                   | Nº | Co-Pilotos                   | Chassi       | Classe | Voltas | Geral | Posição Na Classe |
| ---- | ------------------------ | -- | ---------------------------- | ------------ | ------ | ------ | ----- | ----------------- |
| 2003 | Infineon Team Joest      | 1  | Frank Biela Philipp Peter    | Audi R8      | LMP900 | 367    | 1º    | 1º                |
| 2004 | ADT Champion Racing      | 38 | Emanuele Pirro JJ Lehto      | Audi R8      | LMP1   | 345    | 2º    | 2º                |
| 2005 | ADT Champion Racing      | 1  | JJ Lehto Tom Kristensen      | Audi R8      | LMP1   | 361    | 1º    | 1º                |
| 2006 | Audi Sport North America | 1  | Frank Biela Emanuele Pirro   | Audi R10 TDI | LMP1   | 117    | DNF   | DNF               |
| 2007 | Audi Sport North America | 2  | Emanuele Pirro Frank Biela   | Audi R10 TDI | LMP1   | 364    | 1º    | 1º                |
| 2008 | Audi Sport North America | 2  | Lucas Luhr Mike Rockenfeller | Audi R10 TDI | LMP1   | 333    | 6th   | 2º                |
| 2009 | Audi Sport Team Joest    | 1  | Lucas Luhr Mike Rockenfeller | Audi R15 TDI | LMP1   | 381    | 3º    | 3º                |

### 24 Horas de Daytona
| Ano  | Equipe        | Nº | Co-Pilotos                                        | Chassi    | Classe | Voltas | Geral | Posição Na Classe |
| ---- | ------------- | -- | ------------------------------------------------- | --------- | ------ | ------ | ----- | ----------------- |
| 1995 | Kremer Racing | 10 | Giovanni Lavaggi Jürgen Lässig Christophe Bouchut | Kremer K8 | LM WSC | 690    | 1º    | 1º                |